# 専門学校東京デザイナー・アカデミー
専門学校東京デザイナー・アカデミー（せんもんがっこうとうきょうデザイナー・アカデミー）は、東京都千代田区神田駿河台にある専門学校。英語表記TOKYO DESIGNER ACADEMY。学校法人21世紀アカデメイアが運営する、東京都認可の専門学校である。グラフィック、映像、イラスト、マンガ、フィギュア、プロダクト、ファッション、インテリア、建築のデザイン校として、デザインの業界への就職・デビューを志望する学生を対象に専門教育を行っている。

## 学科編成
出典
- グラフィックデザイン学科　「就職実践専門課程」認定
  - デザイン専攻
  - 映像表現専攻
  - イラストデザイン専攻
  - 広告デザイン専攻
  - 出版デザイン専攻
  - Webデザイン専攻
    - デザインコース
    - エンジニアコース
- 映像デザイン学科　「就職実践専門課程」認定
  - 3DCG専攻
  - VFX専攻
  - モーショングラフィックス専攻
  - 映像クリエイター専攻
- イラストレーション学科
  - イラストレーション専攻
  - デジタルイラスト専攻
  - ゲームイラスト専攻
  - キャラクターイラスト専攻
  - 絵本作家専攻
- コミックイラスト学科
  - コミックイラスト専攻
  - コミックキャラクター専攻
- マンガ学科
  - マンガ専攻
  - マンガ原作専攻
- フィギュアデザイン学科
  - デジタル原型師専攻
  - キャラクターフィギュア専攻
  - キャラクタートイ専攻
- プロダクトデザイン学科　「就職実践専門課程」認定
  - 雑貨デザイン専攻
  - 工業デザイン専攻
  - カーデザイン専攻
  - トイデザイン専攻
- インテリアデザイン学科　「就職実践専門課程」認定
  - インテリアデザイン専攻
  - インテリアコーディネート専攻
  - 空間演出デザイン専攻
  - 家具デザイン専攻
- 建築デザイン学科　「就職実践専門課程」認定
  - 建築デザイン専攻
  - 住宅デザイン専攻
- ファッションデザイン学科
  - ファッションデザイン専攻
  - コスチュームデザイン専攻
  - ファッション流通専攻
  - 古着・セレクトショップ専攻
- デザイン総合学科
- デザイン研究学科

## 沿革
- 1960年 東京デザイン研究所設立
- 1963年 東京デザイナー学院開校
- 1965年 学校法人認可
- 1977年 専修学校認可
- 2013年 創立50周年
- 2018年 職業実践専門課程に認定

## 教育および研究

### 教育
- 総合デザイン校として、デザイン各分野10学科を形成。
- お茶の水本校舎・西神田校舎・神保町校舎の3つの校舎がある。
- 入学前授業を実施し基礎的なスキル・知識を身に着ける

### 業界・社会とのつながり
- 産学協同授業

　インテリアデザイン学科「世界規模で展開するコーヒーチェーン店との授業コラボ」や東京ドームホテルやモクシーホテルとの「ホテルエントランスの空間演出」などの取り組みで経験値を高めます。企業と講師がクオリティーコントロールすることで学生作品から市場価値のある提案へと導きます。デザインの中心地「東京」だからこそ実現できる様々な企業とのプロジェクト。
- TOKYO GAME SHOW（東京ゲームショウ）

　映像デザイン学科が出展。企業やゲームユーザに学生作品を見てもらう貴重な機会になっている。

### 企業研修
在学中から実際の企業で仕事の流れを体験し、実践力をつける企業研修（インターンシップ）を実施している。

### キャリアサポートセンター
学生が希望する内容の仕事にできるだけ就けるよう企業に応じた面接対策等のサポートをする。卒業後15年間利用が可能。

## 各種制度

### 入試
- AO入学
- 特待生入学
- 学校推薦・特別推薦・自己推薦入学
- 一般入学

## 奨学金・各種制度
- 日本学生支援機構奨学金
- 東京都育英資金
- 各銀行の教育ローン
- 新聞奨学生 制度
- 留学生奨学金制度

## 所在地・アクセス

### 住所
- 東京都千代田区神田駿河台2－11

### アクセス
- 水道橋駅から徒歩3分
- 御茶ノ水駅から徒歩6分
- 神保町駅から徒歩10分
- 新御茶ノ水駅、淡路町駅・小川町駅から徒歩8分

## WEB CM
「未来をつくれ」専門学校東京デザイナー学院 オリジナルPV 2022
テーマソング「Made In Dream」
作曲・みきとP、作詞・MEG.ME、編曲・YK from 有感覚、歌唱・ねんね

映像制作（TICKET:）
クリエイティブディレクター/プロデューサー：波多 柾之 (TICKET:)
アートディレクター / プランナー：史耕 (TICKET:)
ディレクター / エディター：若月 海都 (TICKET:)
プロジェクトマネージャー：島崎 絵里（フリーランス）
モーションデザイナー：遠藤 真斗 (TICKET:)

## 出身者

### アニメーション監督・演出
- 青山弘
- 芦野芳晴　※中退
- 井内秀治
- 石踊宏
- 石山タカ明
- 板垣伸
- 大畑晃一
- 小川博司 (アニメーター)
- 小野勝巳
- 片山一良　※中退
- 亀垣一
- 兼森義則
- 小島正幸
- 新房昭之
- 水島精二
- 高岡淳一
- 高橋亨 (アニメ演出家)
- 高山秀樹
- 長岡康史
- 長濱博史
- 鍋島修
- 名和宗則
- 錦織博
- 原恵一
- 福冨博　※中退
- 本郷満
- ムトウユージ
- 山田勝久
- 米たにヨシトモ
- ワタナベシンイチ
- 宮原直樹

### アニメーター
- 石浜真史　※中退
- 一川孝久
- 伊藤郁子
- 小笠原篤
- 賀川愛
- 川元利浩
- 菊池通隆
- 岸本誠司
- 北爪宏幸
- 坂巻貞彦
- 志田ただし
- 鈴木俊二
- 高橋ナオヒト
- 田中良
- 千羽由利子
- 友岡新平
- 西尾鉄也
- 金田伊功　※中退
- 長谷川眞也
- 原田浩
- 平山智
- 深沢幸司
- 本田雄　※中退
- 摩砂雪
- 増尾昭一
- 谷津美弥子
- 吉田健一
- 吉成曜
- 鷲尾直広
- 土屋堅一

### 漫画家・作家
- 麻宮騎亜
- イマイヒヅル
- いわさきまさかず
- 内山亜紀
- 大島司
- おおひなたごう
- 鬼ノ仁
- きうちかずひろ
- 木城ゆきと
- 鈴木けい一
- 高橋和希
- 田中誠
- 鶴田洋久
- 萩原一至
- 平野耕太
- 前嶋昭人
- ますむらひろし
- 宮尾岳
- 村上ゆみ子
- 望月峯太郎
- やまだないと
- 吉田聡
- 羅川真里茂
- 稲葉真弓
- 吉田豪
- 奥田実紀

### 美術・背景
- 山本二三
- 飯島由樹子
- 池田繁美

### デザイナー・イラストレーター
- 飯野和好
- あきまん※中退
- KAGAYA
- ナミキヒロシ
- 鷲尾直広
- 米山舞
- 宇川直宏
- サイトウマコト　※中退
- 鈴木勉
- 古里健司
- 原神一

### 音楽
- J・A・シーザー - 音楽家・万有引力主宰　※中退
- 平沢進 - 音楽家・映像CGアーティスト
- 今井寿 - BUCK-TICKのギタリスト　※入学後、すぐに中退
- 杉本恭一 - レピッシュ
- 佐藤敏夫 (陶芸家) - ソルティー・シュガー

### 芸能
- 高田純次
- 金田治 - JAE社長
- 瀧川鯉朝

## 姉妹校
- 東京ビジュアルアーツ・アカデミー
- 専門学校東京ビジネス・アカデミー
- 専門学校東京ホスピタリティ・アカデミー
- 専門学校東京クールジャパン・アカデミー - 2019年4月1日に東京デザイナー学院のアニメ、ゲーム、声優学科を併合
- 専門学校東京ランゲージ・アカデミー
- 専門学校大阪デザイナー・アカデミー
- 専門学校大阪ビジュアルアーツ・アカデミー
- 専門学校大阪ビジネス・アカデミー
- 専門学校大阪ホスピタリティ・アカデミー
- 専門学校名古屋デザイナー・アカデミー
- 専門学校名古屋ビジュアルアーツ・アカデミー
- 専門学校名古屋ビジネス・アカデミー
- 専門学校名古屋ホスピタリティ・アカデミー
- 専門学校福岡デザイナー・アカデミー
- 専門学校福岡ビジュアルアーツ・アカデミー
- 専門学校福岡ビジネス・アカデミー
- 専門学校福岡ホスピタリティ・アカデミー